# Carlos Maslup
Carlos Maslup (Godoy Cruz, 9 de enero de 1959; Río de Janeiro, 23 de agosto de 2007) fue un deportista argentino destacado por haber sido uno de los máximos medallistas paralímpicos de su país. Especializado en atletismo adaptado, natación adaptada y tenis de mesa adaptado, obtuvo cuatro medallas en los Juegos Paralímpicos de Seúl 1988, en natación y atletismo. En tenis de mesa obtuvo numerosos premios, entre ellos el campeonato panamericano por equipos en 2001, el campeonato panamericano individual en 2005, el subcampeonato mundial por equipos en 2005 y la medalla de bronce en los Juegos Parapanamericanos de 2007; llegó a estar 7.º en el ranking mundial. 
Por sus logros deportivos fue becado por el ENARD y reconocido en Argentina como Maestro del Deporte (Ley 25962). Falleció en Río de Janeiro, mientras estaba representando a la Argentina en los Juegos Parapanamericanos, pocos días después de ganar la medalla de bronce.

## Síntesis biográfica
Carlos Maslup nació en Godoy Cruz (Mendoza) en 1959. En 1976, a los 17 años, sufrió un accidente en una pileta, que le produjo cuadriplejia. En 1988 integró la delegación argentina a los Juegos Paralímpicos de Seúl 1988, donde ganó cuatro medallas, en natación y atletismo.
En 1999 se radicó en Mar del Plata y comenzó a especializarse en tenis de mesa adaptado. En esta disciplina llegó al 7.º puesto en el ranking mundial, consagrándose campeón panamericano por equipos en 2001. En 2004 clasificó a los Juegos Paralímpicos de Atenas. En 2005 se consagró campeón panamericano individual, subcampeón mundial por equipos y campeón de la Copa Tango. En 2006 se radicó en Bolívar.
En 2007 ganó la medalla de bronce en los Juegos Parapanamericanos de Río de Janeiro. Pocos días después, cuando aún se encontraba la delegación argentina en esa ciudad, sufrió un accidente cerebrovascular que le causó la muerte.

## Carrera deportiva

### Juegos Paralímpicos de Seúl 1988
Carlos Maslup compitió en ocho eventos de atletismo y natación en los Juegos Paralímpicos de Arnhem 1980, obteniendo medallas en cuatro de ellos, y diploma paralímpico en otros tres.

#### Dos medallas en natación
| Natación Varones 25 m pecho 1A Participantes: 3 | Natación Varones 25 m pecho 1A Participantes: 3 | Natación Varones 25 m pecho 1A Participantes: 3 | Natación Varones 25 m pecho 1A Participantes: 3 | Natación Varones 25 m pecho 1A Participantes: 3 |
|                                                 | Atleta                                          | País                                            | Tiempo                                          |                                                 |
| ----------------------------------------------- | ----------------------------------------------- | ----------------------------------------------- | ----------------------------------------------- | ----------------------------------------------- |
| 1                                               | Mike Kenny                                      | Gran Bretaña                                    | RP 35.56                                        |                                                 |
| 2                                               | Carlos Maslup                                   | Argentina                                       | 58.75                                           |                                                 |
| 3                                               | Williams Gilly                                  | Estados Unidos                                  | 1:13.07                                         |                                                 |
| Fuente: IPC.                                    |                                                 |                                                 |                                                 |                                                 |

| Natación Varones 75m medley individual 1A Participantes: 3 | Natación Varones 75m medley individual 1A Participantes: 3 | Natación Varones 75m medley individual 1A Participantes: 3 | Natación Varones 75m medley individual 1A Participantes: 3 | Natación Varones 75m medley individual 1A Participantes: 3 |
|                                                            | Atleta                                                     | País                                                       | Tiempo                                                     |                                                            |
| ---------------------------------------------------------- | ---------------------------------------------------------- | ---------------------------------------------------------- | ---------------------------------------------------------- | ---------------------------------------------------------- |
| 1                                                          | Mike Kenny                                                 | Gran Bretaña                                               | 1:52.12                                                    |                                                            |
| 2                                                          | Carlos Maslup                                              | Argentina                                                  | 3:35.90                                                    |                                                            |
| 3                                                          | Al Mootasem Haly Hegazi                                    | Egipto                                                     | 4:04.80                                                    |                                                            |
| Fuente: IPC.                                               |                                                            |                                                            |                                                            |                                                            |

#### Dos medallas en atletismo
| Atletismo Varones Slalom 1A Participantes: 3 | Atletismo Varones Slalom 1A Participantes: 3 | Atletismo Varones Slalom 1A Participantes: 3 | Atletismo Varones Slalom 1A Participantes: 3 | Atletismo Varones Slalom 1A Participantes: 3 |
|                                              | Atleta                                       | País                                         | Distancia                                    |                                              |
| -------------------------------------------- | -------------------------------------------- | -------------------------------------------- | -------------------------------------------- | -------------------------------------------- |
| 1                                            | Khaled Al Saqer                              | Baréin                                       | 3:08.8                                       |                                              |
| 2                                            | Carlos Maslup                                | Argentina                                    | 3:47.2                                       |                                              |
| 3                                            | Alí Alhasan                                  | Baréin                                       | 6:52.6                                       |                                              |
| Fuente: IPC.                                 |                                              |                                              |                                              |                                              |

| Atletismo Varones Lanzamiento de disco 1A Participantes: 5 | Atletismo Varones Lanzamiento de disco 1A Participantes: 5 | Atletismo Varones Lanzamiento de disco 1A Participantes: 5 | Atletismo Varones Lanzamiento de disco 1A Participantes: 5 | Atletismo Varones Lanzamiento de disco 1A Participantes: 5 |
|                                                            | Atleta                                                     | País                                                       | Distancia                                                  |                                                            |
| ---------------------------------------------------------- | ---------------------------------------------------------- | ---------------------------------------------------------- | ---------------------------------------------------------- | ---------------------------------------------------------- |
| 1                                                          | Edund Weber                                                | Alemania (RFA)                                             | 13.48                                                      |                                                            |
| 2                                                          | José Daniel Haylan                                         | Argentina                                                  | 8.96                                                       |                                                            |
| 3                                                          | Carlos Maslup                                              | Argentina                                                  | 8.86                                                       |                                                            |
| Fuente: IPC.                                               |                                                            |                                                            |                                                            |                                                            |

#### Tres diplomas
Maslup obtuvo diplomas paralímpicos en las pruebas de natación de 25 m mariposa (4.º lugar), 25 m espalda (5.º lugar), y 100 m libres (6.ª posición).